# Coppa Libertadores 2012
La Copa Libertadores de América 2012 (ufficialmente Copa Santander Libertadores de América 2012 per ragioni di sponsorizzazione) è stata la 53ª edizione della Copa Libertadores, la maggiore competizione internazionale per club organizzata dalla CONMEBOL, la federazione calcistica sudamericana. Iniziata il 24 gennaio, ha visto l'atto conclusivo il 4 luglio e vi hanno preso parte 38 club provenienti da 11 paesi: Argentina, Bolivia, Brasile, Cile, Colombia, Ecuador, Paraguay, Perù, Uruguay, Venezuela e Messico.
Il Corinthians ha conquistato per la prima volta la coppa battendo nella doppia finale il Boca Juniors, ottenendo così anche l'accesso alla Coppa del mondo per club FIFA 2012 e contenderà la Recopa Sudamericana 2013 al vincitore della Copa Sudamericana 2012.

## Squadre qualificate
A partire da questa edizione, le seguenti federazioni hanno adottato un nuovo metodo di qualificazione per questo torneo:
- Argentina: due posti vengono assegnati ai vincitori di Clausura 2011 e Apertura 2011, due ai migliori piazzati non campioni nella classifica aggregata dei suddetti tornei, mentre il quinto posto a disposizione viene assegnato alla squadra con il miglior piazzamento nella Copa Sudamericana 2011 tra quelle non qualificate per la Copa Libertadores 2012.
- Bolivia: il vincitore e il secondo classificato dell'Adecuaciòn 2011 ottengono due posti (Bolivia 1 e Bolivia 3 rispettivamente). Il vincitore dell'Apertura 2011 ottiene il posto restante (Bolivia 2).
- Cile: il torneo nel 2011 torna alla formula dei tornei di Apertura e Clausura. Due posti vengono assegnati ai vincitori di Apertura e Clausura, mentre al miglior piazzato non campione viene assegnato il terzo.
- Perù: il torneo viene strutturato sul modello del girone all'italiana con playoff finale tra le prime due classificate. Le due finaliste ottengono i primi due posti, mentre il terzo viene assegnato alla terza classificata.

Le squadre in grassetto accedono direttamente alla fase a gironi.
| Nazione                     | Squadra                         | Metodo di qualificazione                                    |
| --------------------------- | ------------------------------- | ----------------------------------------------------------- |
| Argentina 5 posti           | Vélez Sarsfield (Argentina 1)   | Vincitore Clausura 2011                                     |
| Argentina 5 posti           | Boca Juniors (Argentina 2)      | Vincitore Apertura 2011                                     |
| Argentina 5 posti           | Lanús (Argentina 3)             | Miglior piazzato nel 2011 tra i non campioni                |
| Argentina 5 posti           | Godoy Cruz (Argentina 4)        | Secondo miglior piazzato nel 2011 tra i non campioni        |
| Argentina 5 posti           | Arsenal Sarandí (Argentina 5)   | Miglior piazzamento nella Copa Sudamericana 2011            |
| Bolivia 3 posti             | Bolívar (Bolivia 1)             | Vincitore Adecuación 2011                                   |
| Bolivia 3 posti             | The Strongest (Bolivia 2)       | Vincitore Apertura 2011                                     |
| Bolivia 3 posti             | Real Potosí (Bolivia 3)         | Secondo classificato Adecuación 2011                        |
| Brasile 5+1 posti           | Santos (Brazil 1)               | Vincitore Coppa Libertadores 2011                           |
| Brasile 5+1 posti           | Corinthians (Brazil 2)          | Vincitore Série A 2011                                      |
| Brasile 5+1 posti           | Vasco da Gama (Brazil 3)        | Vincitore Coppa del Brasile 2011                            |
| Brasile 5+1 posti           | Fluminense (Brazil 4)           | 3º classificato Série A 2011                                |
| Brasile 5+1 posti           | Flamengo (Brazil 5)             | 4º classificato Série A 2011                                |
| Brasile 5+1 posti           | Internacional (Brazil 6)        | 5º classificato Série A 2011                                |
| Cile 3 posti                | Universidad de Chile (Chile 1)  | Campione Apertura 2011/Clausura 2011                        |
| Cile 3 posti                | Universidad Católica (Chile 2)  | Miglior piazzato non campione Primera División 2011         |
| Cile 3 posti                | Unión Española (Chile 3)        | Secondo miglior piazzato non campione Primera División 2011 |
| Colombia 3 posti            | Atlético Nacional (Colombia 1)  | Vincitore Apertura 2011                                     |
| Colombia 3 posti            | Atlético Junior (Colombia 2)    | Vincitore Finalización 2011                                 |
| Colombia 3 posti            | Once Caldas (Colombia 3)        | Miglior piazzato non campione Categoría Primera A 2011      |
| Ecuador 3 posti             | Deportivo Quito (Ecuador 1)     | Campione Primera Categoría Serie A 2011                     |
| Ecuador 3 posti             | Emelec (Ecuador 2)              | Secondo classificato Primera Categoría Serie A 2011         |
| Ecuador 3 posti             | El Nacional (Ecuador 3)         | 3º classificato Primera Categoría Serie A 2011              |
| Paraguay 3 posti            | Nacional (Paraguay 1)           | Vincitore Apertura 2011                                     |
| Paraguay 3 posti            | Olimpia (Paraguay 2)            | Vincitore Clausura 2011                                     |
| Paraguay 3 posti            | Libertad (Paraguay 3)           | Miglior piazzato non campione Primera División 2011         |
| Perù 3 posti                | Juan Aurich (Perù 1)            | Vincitore Campeonato Descentralizado 2011                   |
| Perù 3 posti                | Alianza Lima (Peru 2)           | Secondo classificato Campeonato Descentralizado 2011        |
| Perù 3 posti                | Sport Huancayo (Peru 3)         | 3º classificato Campeonato Descentralizado 2011             |
| Uruguay 3 posti             | Nacional (Uruguay 1)            | Vincitore Primera División 2010-11                          |
| Uruguay 3 posti             | Defensor Sporting (Uruguay 2)   | Secondo classificato Primera División 2010-11               |
| Uruguay 3 posti             | Peñarol (Uruguay 3)             | Miglior piazzato non finalista Primera División 2010-11     |
| Venezuela 3 posti           | Deportivo Táchira (Venezuela 1) | Vincitore Primera División 2010-11                          |
| Venezuela 3 posti           | Zamora FC (Venezuela 2)         | Secondo classificato Primera División 2010-11               |
| Venezuela 3 posti           | Caracas (Venezuela 3)           | Miglior piazzato non finalista Primera División 2010-11     |
| Messico (CONCACAF) 3 inviti | Guadalajara (Mexico 1)          | Miglior piazzato Apertura 2011                              |
| Messico (CONCACAF) 3 inviti | Cruz Azul (Mexico 2)            | Secondo miglior piazzato Apertura 2011                      |
| Messico (CONCACAF) 3 inviti | Tigres UANL (Mexico 3)          | 3º miglior piazzato Apertura 2011                           |

## Date
| Evento           | Data                                                                        |
| ---------------- | --------------------------------------------------------------------------- |
| Sorteggio        | 25 novembre 2011                                                            |
| Primo turno      | 25 gennaio e 1º febbraio 2012                                               |
| Fase a gironi    | 8, 15 e 22 febbraio 2012; 7, 14, 21 e 28 marzo 2012; 4, 11 e 18 aprile 2012 |
| Ottavi di finale | 2 e 9 maggio 2012                                                           |
| Quarti di finale | 16 e 23 maggio 2012                                                         |
| Semifinali       | 13 e 20 giugno 2012                                                         |
| Finale           | 27 giugno e 4 luglio 2012                                                   |

## Primo turno
Al primo turno hanno partecipato dodici squadre. Le sei vincitrici del doppio confronto (andata e ritorno) si sono qualificate alla fase a gironi.
| Squadra 1       | Totale | Squadra 2      | Andata | Ritorno |
| --------------- | ------ | -------------- | ------ | ------- |
| Arsenal Sarandí | 4 - 1  | Sport Huancayo | 3 - 0  | 1 - 1   |
| Real Potosí     | 2 - 3  | Flamengo       | 2 - 1  | 0 - 2   |
| Peñarol         | 5 - 1  | Caracas        | 4 - 0  | 1 - 1   |
| El Nacional     | 2 - 4  | Libertad       | 1 - 0  | 1 - 4   |
| Internacional   | 3 - 2  | Once Caldas    | 1 - 0  | 2 - 2   |
| Unión Española  | 3 - 2  | Tigres UANL    | 1 - 0  | 2 - 2   |

## Fase a gironi
La fase a gironi è iniziata il 7 febbraio ed è terminata il 19 aprile. Le prime due classificate di ciascun girone si sono qualificate per la fase a eliminazione diretta.

### Gruppo 1
| Squadra       | Pt | G | V | N | P | GF | GS | DR |
| ------------- | -- | - | - | - | - | -- | -- | -- |
| Santos        | 13 | 6 | 4 | 1 | 1 | 12 | 5  | +7 |
| Internacional | 8  | 6 | 2 | 2 | 2 | 10 | 6  | +4 |
| The Strongest | 7  | 6 | 2 | 1 | 3 | 5  | 11 | -6 |
| Juan Aurich   | 6  | 6 | 2 | 0 | 4 | 4  | 9  | -5 |

|               | JUA   | SAN   | STR   | INT   |
| ------------- | ----- | ----- | ----- | ----- |
| Juan Aurich   | –     | 1 - 3 | 1 - 0 | 1 - 0 |
| Santos        | 2 - 0 | –     | 2 - 0 | 3 - 1 |
| The Strongest | 2 - 1 | 2 - 1 | –     | 1 - 1 |
| Internacional | 2 - 0 | 1 - 1 | 5 - 0 | –     |

### Gruppo 2
| Squadra  | Pt | G | V | N | P | GF | GS | DR |
| -------- | -- | - | - | - | - | -- | -- | -- |
| Lanús    | 10 | 6 | 3 | 1 | 2 | 11 | 6  | +5 |
| Emelec   | 9  | 6 | 3 | 0 | 3 | 7  | 8  | -1 |
| Flamengo | 8  | 6 | 2 | 2 | 2 | 12 | 10 | +2 |
| Olimpia  | 7  | 6 | 2 | 1 | 3 | 10 | 16 | -6 |

|          | EME   | LAN   | OLI   | FLA   |
| -------- | ----- | ----- | ----- | ----- |
| Emelec   | –     | 0 - 2 | 1 - 0 | 3 - 2 |
| Lanús    | 1 - 0 | –     | 6 - 0 | 1 - 1 |
| Olimpia  | 2 - 3 | 2 - 1 | –     | 3 - 2 |
| Flamengo | 1 - 0 | 3 - 0 | 3 - 3 | –     |

### Gruppo 3
| Squadra              | Pt | G | V | N | P | GF | GS | DR |
| -------------------- | -- | - | - | - | - | -- | -- | -- |
| Unión Española       | 10 | 6 | 3 | 1 | 2 | 10 | 7  | +3 |
| Bolívar              | 10 | 6 | 3 | 1 | 2 | 9  | 7  | +2 |
| Junior               | 7  | 6 | 2 | 1 | 3 | 8  | 8  | 0  |
| Universidad Católica | 6  | 6 | 1 | 3 | 2 | 6  | 11 | -5 |

|                      | BOL   | JUN   | UCa   | UES   |
| -------------------- | ----- | ----- | ----- | ----- |
| Bolívar              | –     | 2 - 1 | 3 - 0 | 1 - 3 |
| Atlético Junior      | 0 - 1 | –     | 3 - 0 | 2 - 1 |
| Universidad Católica | 1 - 1 | 2 - 2 | –     | 2 - 1 |
| Unión Española       | 2 - 1 | 2 - 0 | 1 - 1 | –     |

### Gruppo 4
| Squadra      | Pt | G | V | N | P | GF | GS | DR |
| ------------ | -- | - | - | - | - | -- | -- | -- |
| Fluminense   | 15 | 6 | 5 | 0 | 1 | 7  | 4  | +3 |
| Boca Juniors | 13 | 6 | 4 | 1 | 1 | 9  | 3  | +6 |
| Arsenal      | 6  | 6 | 2 | 0 | 4 | 6  | 7  | -1 |
| Zamora       | 1  | 6 | 0 | 1 | 5 | 0  | 8  | -8 |

|                 | BOC   | FLU   | ZAM   | ARS   |
| --------------- | ----- | ----- | ----- | ----- |
| Boca Juniors    | –     | 1 - 2 | 2 - 0 | 2 - 0 |
| Fluminense      | 0 - 2 | –     | 1 - 0 | 1 - 0 |
| Zamora FC       | 0 - 0 | 0 - 1 | –     | 0 - 1 |
| Arsenal Sarandí | 1 - 2 | 1 - 2 | 3 - 0 | –     |

### Gruppo 5
| Squadra       | Pt | G | V | N | P | GF | GS | DR |
| ------------- | -- | - | - | - | - | -- | -- | -- |
| Libertad      | 13 | 6 | 4 | 1 | 1 | 11 | 7  | +4 |
| Vasco da Gama | 13 | 6 | 4 | 1 | 1 | 10 | 6  | +4 |
| Nacional      | 6  | 6 | 2 | 0 | 4 | 5  | 7  | -2 |
| Alianza Lima  | 3  | 6 | 1 | 0 | 5 | 6  | 12 | -6 |

|               | ALI   | NAC   | VAS   | LIB   |
| ------------- | ----- | ----- | ----- | ----- |
| Alianza Lima  | –     | 1 - 0 | 1 - 2 | 1 - 2 |
| Nacional      | 1 - 0 | –     | 0 - 1 | 1 - 2 |
| Vasco da Gama | 3 - 2 | 1 - 2 | –     | 2 - 0 |
| Libertad      | 4 - 1 | 2 - 1 | 1 - 1 | –     |

### Gruppo 6
| Squadra           | Pt | G | V | N | P | GF | GS | DR  |
| ----------------- | -- | - | - | - | - | -- | -- | --- |
| Corinthians       | 14 | 6 | 4 | 2 | 0 | 13 | 2  | +11 |
| Cruz Azul         | 11 | 6 | 3 | 2 | 1 | 11 | 4  | +7  |
| Nacional          | 4  | 6 | 1 | 1 | 4 | 6  | 13 | -7  |
| Deportivo Táchira | 3  | 6 | 0 | 3 | 3 | 4  | 15 | -11 |

|                   | COR   | CRU   | TAC   | NAC   |
| ----------------- | ----- | ----- | ----- | ----- |
| Corinthians       | –     | 1 - 0 | 6 - 0 | 2 - 0 |
| Cruz Azul         | 0 - 0 | –     | 4 - 0 | 4 - 1 |
| Deportivo Táchira | 1 - 1 | 1 - 1 | –     | 0 - 0 |
| Nacional          | 1 - 3 | 1 - 2 | 3 - 2 | –     |

### Gruppo 7
| Squadra            | Pt | G | V | N | P | GF | GS | DR  |
| ------------------ | -- | - | - | - | - | -- | -- | --- |
| Vélez Sársfield    | 12 | 6 | 4 | 0 | 2 | 10 | 6  | +4  |
| Deportivo Quito    | 10 | 6 | 3 | 1 | 2 | 11 | 4  | +7  |
| Defensor Sporting  | 9  | 6 | 3 | 0 | 3 | 6  | 7  | -1  |
| Chivas Guadalajara | 4  | 6 | 1 | 1 | 4 | 2  | 12 | -10 |

|                   | DFS   | DQU   | GUA   | VEL   |
| ----------------- | ----- | ----- | ----- | ----- |
| Defensor Sporting | –     | 2 - 0 | 1 - 0 | 0 - 3 |
| Deportivo Quito   | 2 - 0 | –     | 5 - 0 | 3 - 0 |
| Guadalajara       | 1 - 0 | 1 - 1 | –     | 0 - 2 |
| Vélez Sarsfield   | 1 - 3 | 1 - 0 | 3 - 0 | –     |

### Gruppo 8
| Squadra              | Pt | G | V | N | P | GF | GS | DR |
| -------------------- | -- | - | - | - | - | -- | -- | -- |
| Universidad de Chile | 13 | 6 | 4 | 1 | 1 | 11 | 6  | +5 |
| Atlético Nacional    | 11 | 6 | 3 | 2 | 1 | 16 | 8  | +8 |
| Godoy Cruz           | 5  | 6 | 1 | 2 | 3 | 10 | 16 | -6 |
| Peñarol              | 4  | 6 | 1 | 1 | 4 | 6  | 13 | -7 |

|                      | ATN   | GCR   | UCH   | PEN   |
| -------------------- | ----- | ----- | ----- | ----- |
| Atlético Nacional    | –     | 2 - 2 | 2 - 0 | 3 - 0 |
| Godoy Cruz           | 4 - 4 | –     | 0 - 1 | 1 - 0 |
| Universidad de Chile | 2 - 1 | 5 - 1 | –     | 2 - 1 |
| Peñarol              | 0 - 4 | 4 - 2 | 1 - 1 | –     |

## Fase a eliminazione diretta
Gli accoppiamenti degli ottavi di finale avvengono in base ad un'immaginaria classifica che si basa sul numero di punti ottenuto dalle squadre ammesse. La prima squadra della classifica affronterà l'ultima, la seconda la penultima, la terza la terzultima, la quarta la quartultima e così via. Le prime di ogni girone del secondo turno sono classificate tra le posizioni 1-8, le seconde tra le posizioni 9-16.

### Seeding
| Pos. | Squadra              | Pt | DR  | GF | GFC |
| ---- | -------------------- | -- | --- | -- | --- |
| 1    | Fluminense           | 15 | +3  | 7  | 5   |
| 2    | Corinthians          | 14 | +11 | 13 | 4   |
| 3    | Santos               | 13 | +11 | 13 | 4   |
| 4    | Universidad de Chile | 13 | +5  | 11 | 3   |
| 5    | Libertad             | 13 | +4  | 11 | 4   |
| 6    | Vélez Sársfield      | 12 | +4  | 10 | 5   |
| 7    | Lanús                | 10 | +5  | 11 | 3   |
| 8    | Unión Española       | 10 | +3  | 10 | 5   |

| Pos. | Squadra           | Pt | DR | GF | GFC |
| ---- | ----------------- | -- | -- | -- | --- |
| 9    | Boca Juniors      | 13 | +6 | 9  | 4   |
| 10   | Vasco da Gama     | 13 | +4 | 10 | 4   |
| 11   | Atlético Nacional | 11 | +8 | 16 | 10  |
| 12   | Cruz Azul         | 11 | +7 | 11 | 4   |
| 13   | Deportivo Quito   | 10 | +7 | 11 | 4   |
| 14   | Bolívar           | 10 | +2 | 9  | 3   |
| 15   | Emelec            | 9  | -1 | 7  | 3   |
| 16   | Internacional     | 8  | +4 | 10 | 2   |

### Tabellone
|  | Ottavi | Ottavi            | Ottavi | Ottavi |                 |                | Quarti | Quarti | Quarti |  |              | Semifinali | Semifinali | Semifinali |  |              | Finale | Finale | Finale |
|  |        |                   |        |        |                 |                |        |        |        |  |              |            |            |            |  |              |        |        |        |
|  | 1      | Fluminense        | 0      | 2      |                 |                |        |        |        |  |              |            |            |            |  |              |        |        |        |
|  | 16     | Internacional     | 0      | 1      |                 |                |        |        |        |  |              |            |            |            |  |              |        |        |        |
|  | 16     | Internacional     | 0      | 1      |                 | Fluminense     | 0      | 1      |        |  |              |            |            |            |  |              |        |        |        |
|  |        |                   |        |        |                 | Fluminense     | 0      | 1      |        |  |              |            |            |            |  |              |        |        |        |
|  |        | Boca Juniors      | 1      | 1      |                 |                |        |        |        |  |              |            |            |            |  |              |        |        |        |
|  | 8      | Boca Juniors      | 1      | 1      | Unión Española  | 1              | 2      |        |        |  |              |            |            |            |  |              |        |        |        |
|  | 8      |                   |        |        | Unión Española  | 1              | 2      |        |        |  |              |            |            |            |  |              |        |        |        |
|  | 9      | Boca Juniors      | 2      | 3      |                 |                |        |        |        |  |              |            |            |            |  |              |        |        |        |
|  | 9      | Boca Juniors      | 2      | 3      |                 |                |        |        |        |  | Boca Juniors | 2          | 0          |            |  |              |        |        |        |
|  |        |                   |        |        |                 |                |        |        |        |  | Boca Juniors | 2          | 0          |            |  |              |        |        |        |
|  |        | Univ. de Chile    | 0      | 0      |                 |                |        |        |        |  |              |            |            |            |  |              |        |        |        |
|  | 4      | Univ. de Chile    | 0      | 0      | Univ. de Chile  | 1              | 6      |        |        |  |              |            |            |            |  |              |        |        |        |
|  | 4      |                   |        |        | Univ. de Chile  | 1              | 6      |        |        |  |              |            |            |            |  |              |        |        |        |
|  | 13     | Deportivo Quito   | 4      | 0      |                 |                |        |        |        |  |              |            |            |            |  |              |        |        |        |
|  | 13     | Deportivo Quito   | 4      | 0      |                 | Univ. de Chile | 1      | 1 (5)  |        |  |              |            |            |            |  |              |        |        |        |
|  |        |                   |        |        |                 | Univ. de Chile | 1      | 1 (5)  |        |  |              |            |            |            |  |              |        |        |        |
|  |        | Libertad          | 1      | 1 (3)  |                 |                |        |        |        |  |              |            |            |            |  |              |        |        |        |
|  | 5      | Libertad          | 1      | 1 (3)  | Libertad        | 1              | 2      |        |        |  |              |            |            |            |  |              |        |        |        |
|  | 5      |                   |        |        | Libertad        | 1              | 2      |        |        |  |              |            |            |            |  |              |        |        |        |
|  | 12     | Cruz Azul         | 1      | 0      |                 |                |        |        |        |  |              |            |            |            |  |              |        |        |        |
|  | 12     | Cruz Azul         | 1      | 0      |                 |                |        |        |        |  |              |            |            |            |  | Boca Juniors | 1      | 0      |        |
|  |        |                   |        |        |                 |                |        |        |        |  |              |            |            |            |  | Boca Juniors | 1      | 0      |        |
|  |        | Corinthians       | 1      | 2      |                 |                |        |        |        |  |              |            |            |            |  |              |        |        |        |
|  | 2      | Corinthians       | 1      | 2      | Corinthians     | 0              | 3      |        |        |  |              |            |            |            |  |              |        |        |        |
|  | 2      |                   |        |        | Corinthians     | 0              | 3      |        |        |  |              |            |            |            |  |              |        |        |        |
|  | 15     | Emelec            | 0      | 0      |                 |                |        |        |        |  |              |            |            |            |  |              |        |        |        |
|  | 15     | Emelec            | 0      | 0      |                 | Corinthians    | 0      | 1      |        |  |              |            |            |            |  |              |        |        |        |
|  |        |                   |        |        |                 | Corinthians    | 0      | 1      |        |  |              |            |            |            |  |              |        |        |        |
|  |        | Vasco da Gama     | 0      | 0      |                 |                |        |        |        |  |              |            |            |            |  |              |        |        |        |
|  | 7      | Vasco da Gama     | 0      | 0      | Lanús           | 1              | 2 (4)  |        |        |  |              |            |            |            |  |              |        |        |        |
|  | 7      |                   |        |        | Lanús           | 1              | 2 (4)  |        |        |  |              |            |            |            |  |              |        |        |        |
|  | 10     | Vasco da Gama     | 2      | 1 (5)  |                 |                |        |        |        |  |              |            |            |            |  |              |        |        |        |
|  | 10     | Vasco da Gama     | 2      | 1 (5)  |                 |                |        |        |        |  | Corinthians  | 1          | 1          |            |  |              |        |        |        |
|  |        |                   |        |        |                 |                |        |        |        |  | Corinthians  | 1          | 1          |            |  |              |        |        |        |
|  |        | Santos            | 0      | 1      |                 |                |        |        |        |  |              |            |            |            |  |              |        |        |        |
|  | 3      | Santos            | 0      | 1      | Santos          | 1              | 8      |        |        |  |              |            |            |            |  |              |        |        |        |
|  | 3      |                   |        |        | Santos          | 1              | 8      |        |        |  |              |            |            |            |  |              |        |        |        |
|  | 14     | Bolívar           | 2      | 0      |                 |                |        |        |        |  |              |            |            |            |  |              |        |        |        |
|  | 14     | Bolívar           | 2      | 0      |                 | Santos         | 0      | 1 (4)  |        |  |              |            |            |            |  |              |        |        |        |
|  |        |                   |        |        |                 | Santos         | 0      | 1 (4)  |        |  |              |            |            |            |  |              |        |        |        |
|  |        | Vélez Sársfield   | 1      | 0 (2)  |                 |                |        |        |        |  |              |            |            |            |  |              |        |        |        |
|  | 6      | Vélez Sársfield   | 1      | 0 (2)  | Vélez Sársfield | 1              | 1      |        |        |  |              |            |            |            |  |              |        |        |        |
|  | 6      |                   |        |        | Vélez Sársfield | 1              | 1      |        |        |  |              |            |            |            |  |              |        |        |        |
|  | 11     | Atlético Nacional | 0      | 1      |                 |                |        |        |        |  |              |            |            |            |  |              |        |        |        |

### Ottavi di finale
| Squadra 1         | Totale            | Squadra 2            | Andata | Ritorno |
| ----------------- | ----------------- | -------------------- | ------ | ------- |
| Internacional     | 1 – 2             | Fluminense           | 0 – 0  | 1 – 2   |
| Emelec            | 0 – 3             | Corinthians          | 0 – 0  | 0 – 3   |
| Bolívar           | 2 – 9             | Santos               | 2 – 1  | 0 – 8   |
| Deportivo Quito   | 4 – 7             | Universidad de Chile | 4 – 1  | 0 – 6   |
| Cruz Azul         | 1 – 3             | Libertad             | 1 – 1  | 0 – 2   |
| Atlético Nacional | 1 – 2             | Vélez Sársfield      | 0 – 1  | 1 – 1   |
| Vasco da Gama     | 3 – 3 (5 - 4 dcr) | Lanús                | 2 – 1  | 1 – 2   |
| Boca Juniors      | 5 – 3             | Unión Española       | 2 – 1  | 3 – 2   |

### Quarti di finale
| Squadra 1       | Totale            | Squadra 2            | Andata | Ritorno |
| --------------- | ----------------- | -------------------- | ------ | ------- |
| Boca Juniors    | 2 – 1             | Fluminense           | 1 – 0  | 1 – 1   |
| Vasco da Gama   | 0 – 1             | Corinthians          | 0 – 0  | 0 – 1   |
| Vélez Sársfield | 1 – 1 (2 – 4 dtr) | Santos               | 1 – 0  | 0 – 1   |
| Libertad        | 2 – 2 (3 – 5 dtr) | Universidad de Chile | 1 – 1  | 1 – 1   |

### Semifinali
| Squadra 1    | Totale | Squadra 2            | Andata | Ritorno |
| ------------ | ------ | -------------------- | ------ | ------- |
| Boca Juniors | 2 – 0  | Universidad de Chile | 2 – 0  | 0 – 0   |
| Santos       | 1 – 2  | Corinthians          | 0 – 1  | 1 – 1   |

### Finale
| Squadra 1    | Totale | Squadra 2   | Andata | Ritorno |
| ------------ | ------ | ----------- | ------ | ------- |
| Boca Juniors | 1 – 3  | Corinthians | 1 – 1  | 0 – 2   |

## Classifica marcatori
| Gol |  |  | Giocatore              | Squadra              |
| --- |  |  | ---------------------- | -------------------- |
| 8   |  |  | Matías Alustiza        | Deportivo Quito      |
| 8   |  |  | Neymar                 | Santos               |
| 7   |  |  | Dorlan Pabón           | Atlético Nacional    |
| 6   |  |  | Leandro Damião         | Internacional        |
| 6   |  |  | Júnior Fernándes       | Universidad de Chile |
| 5   |  |  | Emanuel Herrera        | Unión Española       |
| 5   |  |  | Javier Orozco          | Cruz Azul            |
| 4   |  |  | Luis Fernando Mosquera | Atlético Nacional    |
| 4   |  |  | Danilo                 | Corinthians          |
| 4   |  |  | Alan Kardec            | Santos               |
| 4   |  |  | Mario Regueiro         | Lanús                |
| 4   |  |  | José Ariel Núñez       | Libertad             |
| 4   |  |  | Ángelo Henríquez       | Universidad de Chile |
| 4   |  |  | Emerson                | Corinthians          |
| 4   |  |  | Mariano Pavone         | Lanús                |
| 4   |  |  | Matías Rodríguez       | Universidad de Chile |

## Premi

### Giocatore della settimana
| Settimana      | Giocatore           | Squadra           | Note   |
| -------------- | ------------------- | ----------------- | ------ |
| 31 gen.-2 feb. | Andrés D'Alessandro | Internacional     | [ 1 ]  |
| 7-9 febbraio   | Javier Orozco       | Cruz Azul         | [ 2 ]  |
| 14-16 febbraio | Pablo Escobar       | The Strongest     | [ 3 ]  |
| 21-23 febbraio | Dorlan Pabón        | Atlético Nacional | [ 4 ]  |
| 6-8 marzo      | Deco                | Fluminense        | [ 5 ]  |
| 13-15 marzo    | Leandro Damião      | Internacional     | [ 6 ]  |
| 20-22 marzo    | Mario Regueiro      | Lanús             | [ 7 ]  |
| 27-29 marzo    | Sergio Órteman      | Olimpia           | [ 8 ]  |
| 3-5 aprile     | Luciano Figueroa    | Emelec            | [ 9 ]  |
| 10-12 aprile   | Darío Cvitanich     | Boca Juniors      | [ 10 ] |
| 17-19 aprile   | Matías Alustiza     | Deportivo Quito   | [ 11 ] |
| 1-3 maggio     | Fidel Martínez      | Deportivo Quito   | [ 12 ] |
| 8-10 maggio    | Juan Román Riquelme | Boca Juniors      | [ 13 ] |
| 16–17 maggio   | Mauro Óbolo         | Vélez Sársfield   | [ 14 ] |